# Dofus Arena (manfra)
Pour les articles homonymes, voir Dofus (homonymie).
Dofus Arena est un manfra scénarisé par Nicolas Devos et dessinée par Jérôme Bretzner. Par manque de temps des auteurs la série est reprise pour le quatrième et dernier tome par Tom Gobart au scénario et par oTTami (Matthieu Marcq) au dessin (qui avait déjà assuré la moitié du tome 3).
Son histoire prend place dans l’univers transmédia du Krosmoz, notamment développé par les jeux vidéo Dofus et Arena. Le manfra Dofus Arena est inspiré de ce dernier, alors en bêta-test sous le nom Dofus Arena, comme la série Dofus l'a été du jeu homonyme.
Le premier tome est prépublié dans Manga Kids à partir d'août 2007.

## Synopsis
Pym Eoliath, jeune Sacrier têtu et téméraire, élève à l'école de Grilembore d'Astrub, se retrouve téléporté dans l'arène de combat des Démons des Heures. Il découvre alors des choses surprenantes, notamment sur ses professeurs…

## Manga

### Fiche technique
Auteurs
- Nicolas Devos, Tom Gobart (scénario)
- Jérôme Bretzner, oTTami (dessin)

Éditeur
- Ankama Éditions

Nombre de volumes
- 4

Format
- 11,5 cm × 18 cm

Pages
- 220 (par volume)

### Liste des volumes et chapitres
| no | Français         | Français          |
| no | Date de sortie   | ISBN              |
| --- | ---------------- | ----------------- |
| 1 | décembre 2007    | 978-2-9167-3909-0 |
| Titre du volume : Minuit et des poussières Couverture : Pym Eoliath, Wendy, Fuliduli, Kit, Wanoklox, Démon XVII, Démone Minuit, Un autre démon des Heures, Léthaline SigisbulListe des chapitres : - Ch. 1 : L'Enfer des devoirs - Ch. 2 : Cours, Sacrieur, cours ! - Ch. 3 : Les Professeurs foldingues - Ch. 4 : La Règle du jeu - Ch. 5 : Frappe-moi si tu peux ! - Ch. 6 : La Très Grande Évasion - Ch. 7 : La Guerre des boutons - Ch. 8 : Bloodsports à gogo ! |                  |                   |
| 2 | 3 septembre 2009 | 978-2-9167-3955-7 |
| Titre du volume : L'Heure des démons |                  |                   |
| 3 | février 2011     | 978-2-3591-0091-4 |
| Titre du volume : L'Hormonde |                  |                   |
| 4 | août 2012        | 978-2-3591-0268-0 |
| Titre du volume : Les Blacklistés |                  |                   |